# Vereniging Nederlands Cabinepersoneel
De Vereniging Nederlands Cabinepersoneel (VNC) is sinds 1946 de belangenbehartiger voor cabinepersoneel. Momenteel is de VNC actief voor leden die als steward(ess) en (senior) purser werkzaam zijn bij KLM, KLM Cityhopper, Transavia en easyJet. 
Het bestuur van de VNC bestaat geheel uit collega’s uit alle maatschappijen en functies die aan boord bestaan. Zij worden ondersteund door externe professionals zoals een onderhandelaar/woordvoerder, advocaten en een pensioenexpert. De huidige voorzitter is Chris van Elswijk. Buiten het afsluiten van cao's en het mede regelen van pensioenen ondersteunt de VNC haar leden ook in geval van individuele belangenbehartiging bij bijvoorbeeld problemen met de werkgever, ziekte en re-integratie. Verder is er een servicedesk, een belastingservice en een juridische service.